# Ben Felix Jochum

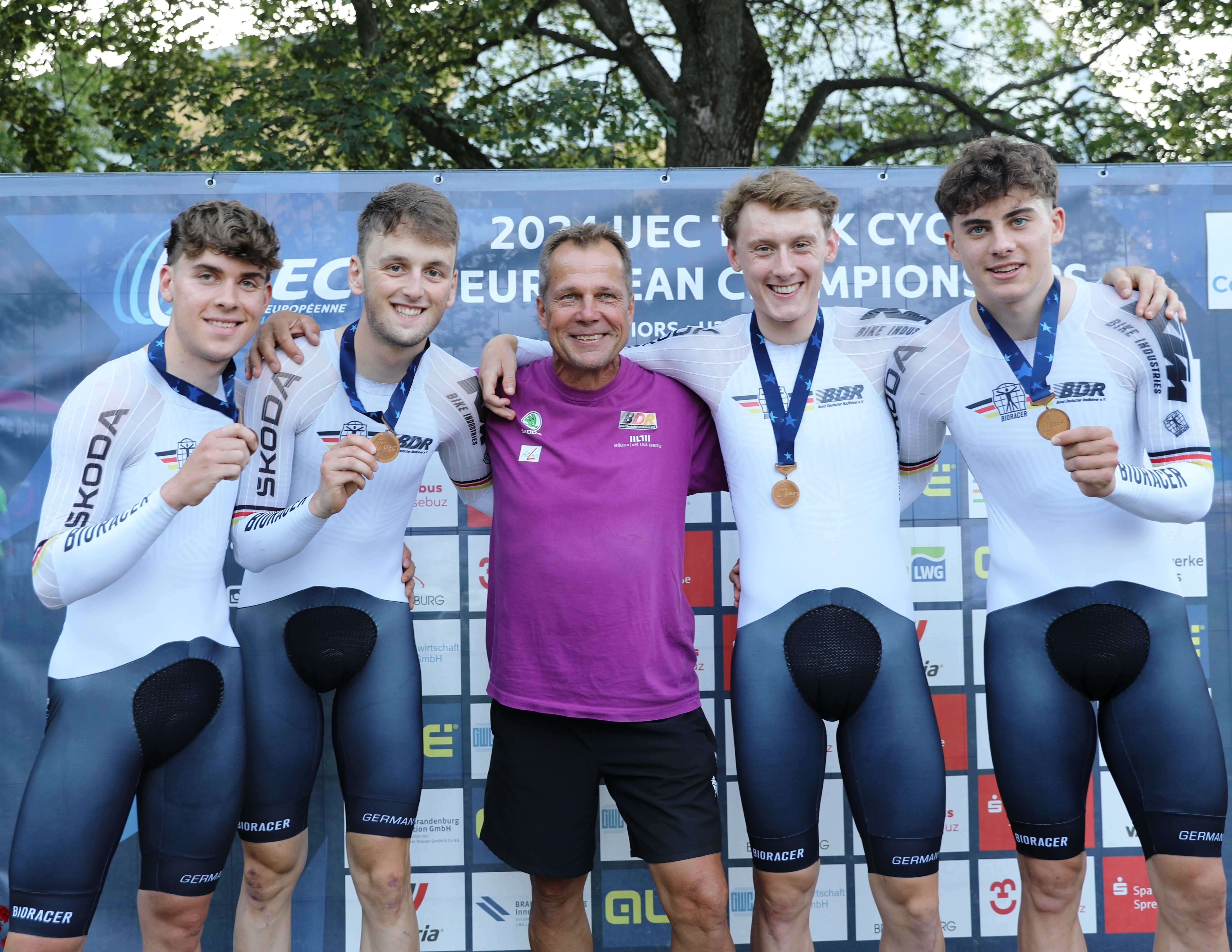
Championnat d'Europe espoirs 2024 (de gauche à droite) : Bruno Keßler, Ben Felix Jochum, l'entraîneur Frank Augustin, Leon Arenz et Benjamin Boos.

Ben Felix Jochum (né le 30 janvier 2004 à Wuppertal) est un coureur cycliste allemand. Il participe à des compétitions sur route et sur piste.

## Biographie
Avant que Ben Felix Jochum ne se tourne vers le cyclisme en 2017, il pratique le football et l'athlétisme. En 2018, il devient à 14 ans champion d'Allemagne de course à l'américaine dans sa catégorie d'âge. Sur route, il est champion d'Allemagne du contre-la-montre cadets (moins de 17 ans) en 2020. En 2021, il est champion du monde de poursuite par équipes juniors (moins de 19 ans) au Caire avec Benjamin Boos, Luis-Joe Lührs, Jasper Schröder et Nicolas Zippan. Il prend également la quatrième place de la poursuite individuelle. L'année suivante, aux mondiaux juniors, il remporte la médaille d'argent sur la poursuite par équipes et le bronze en poursuite individuelle. Toujours en 2022, il est champion d'Allemagne du contre-la-montre par équipes juniors.
En 2023, il signe un contrat avec l'équipe continentale Lotto-Kern-Haus. Il participe ensuite à de nombreuses courses sur route, dont le Tour d'Allemagne et le Giro Next Gen. Aux championnats d'Europe sur piste espoirs (moins de 23 ans) de 2024 à Cottbus, il est médaillé de bronze de la poursuite par équipes. En octobre de la même année, il participe à ses premiers mondiaux sur piste élites et décroche également la médaille de bronze sur la poursuite par équipes,.

## Palmarès sur piste

### Championnats du monde
| Édition / Épreuve       | Poursuite individuelle | Poursuite par équipes |
| Le Caire 2021 (juniors) | 4e                     | Or                    |
| Tel Aviv 2022 (juniors) | Bronze                 | Argent                |
| Ballerup 2024           |                        | Bronze                |

### Championnats d'Europe
| Édition / Épreuve      | Poursuite individuelle | Poursuite par équipes |
| Anadia 2022 (juniors)  | Argent                 | Argent                |
| Cottbus 2024 (espoirs) |                        | Bronze                |
| Anadia 2025 (espoirs)  |                        | Argent                |

### Championnats nationaux
- 2022
  -  Champion d'Allemagne de poursuite par équipes juniors
- 2023
  - 2e de la poursuite par équipes
- 2024
  - 2e de la poursuite par équipes
- 2025
  -  Champion d'Allemagne de poursuite par équipes

## Palmarès sur route

### Par années
- 2025
  - 2e du Tour international de Rhodes
  - 3e du Grand Prix international de Rhodes

### Classements mondiaux
| Année                                 | 2023  |
| ------------------------------------- | ----- |
| Classement mondial                    | 3278e |
|                                       |       |
| Légende : nc = non classéSource : UCI |       |